# 鉄道模型シミュレーター
鉄道模型シミュレーター（てつどうもけいシミュレーター、Virtual Railroad Models 略称 - VRM）とは、1998年にアイマジックが発売したWindows用の鉄道模型シミュレーションソフトウェア、およびそのシリーズである。ゲームソフトにも分類される。
便宜的に後続のシリーズと区別するため、1998年に発売されたソフトウェアを「鉄道模型シミュレーター（初代）」あるいは「初代」と呼ぶ一方で、単に「鉄道模型シミュレーター」と表記・呼称した場合はシリーズ全体を指す。

## 概要
ソフトウェアの正式名称は「鉄道模型シミュレーター」であるが、ユーザー間では一般的に「VRM」と略称で表記、呼称されることが多く、版元も正式パッケージ名表記以外の項目では「VRM」と略式名称を使用している。
現実では空間的な制約や経済的な問題などから作成困難な鉄道模型レイアウトを、コンピュータ上で楽しむことを目的とした鉄道模型のシミュレーターである。
3D空間にレールやストラクチャー等のパーツを並べ、ジオラマのデザインを確認したり、列車を配置してレール上を走行させたりすることが出来る。
ソフトウェアはパーツ配置や地形造成を行うCAD風の『レイアウター』と、作成したレイアウトを3D描画する『ビュワー』の2段構成となっている。
「レイアウターで鉄道模型のレイアウトを検討し、ビュアーで見え方をシミュレーションする」という用途に限らず、一般的な鉄道シミュレーターとして「ビュアーの実行を念頭に、レイアウターでデータを作成する」という用途で利用される場合もある。
鉄道模型での製作が現実的でない東京駅や品川駅などターミナル駅の再現や、ビュアーの運転台視点を利用し鉄道運転シミュレーションとして使用する方法もある。
公式ブログで、鉄道模型シミュレーター5の機能を応用して（本来の鉄道模型ではありえない）雪煙の発生を再現する方法も紹介された。
鉄道模型の概念にとらわれず「純粋に列車を運転することに特化したシミュレーターソフト」と指摘し評価する声もある。
製品群はリリースバージョンとパッケージ番号によって区別され、リリースバージョンが同じパッケージを追加することによって機能や使用可能な部品数が増加する。
ソフトウェア自体の開発はプログラミングからモデリングまで自社（アイマジック）内で行っている。
コンパイラはMSBuild、モデリングにはLightWaveを用いている。
特に車両のモデリングは、1000枚以上の写真やムービーなどの資料をもとに、工学的な側面から車両構造を理解できるスタッフが行っている。
1両あたりのポリゴン数は、鉄道模型シミュレーター（初代）では100～200ポリゴンだったが、鉄道模型シミュレーター3では2000ポリゴンを超えており、ストラクチャーには建築学の考察を取り入れている。週刊アスキーではディテールの細かさが評価された。

## メイン製品

### 鉄道模型シミュレーター（初代）
1995年に正式に開発を開始し、1998年に発売した。Windows 95+DirectX5での環境で動かすことが出来る。マップサイズは7m×7m。
なお、開発研究の段階ではDirectXではなくOpenGLが使われていた。

### 鉄道模型シミュレーター2
1999年に初版が発売された。レイアウターに「レイヤー機能」を搭載。「立体交差」が作成可能になり「ポイント自動切り換え機能」やレールの長さを任意に設定できる「バリアブル・レール」が収録された。マップサイズは20m×20mに拡張された。

#### パッケージリスト（鉄道模型シミュレーター2）
- 鉄道模型シミュレーター2超高速版
- 鉄道模型シミュレーター2超高速版パワードバイトミックス
- 鉄道模型シミュレーター2専用オプションディスク最新版
- 鉄道模型シミュレーター2追加セット1「道路、機関車、貨車」
- 鉄道模型シミュレーター2追加セット2「103系第1セット」
- 鉄道模型シミュレーター2追加セット3「103系第2セット」
- 鉄道模型シミュレーター2追加セット4「キハ183系第1セット」
- 鉄道模型シミュレーター2追加セット5「キハ183系第2セット」
- 鉄道模型シミュレーター2追加セット6「1号編成」
- 鉄道模型シミュレーター2追加セット7「EF58」
- 鉄道模型シミュレーター2追加セット8「EH10+貨車」
- 鉄道模型シミュレーター2追加セット9「E351系振り子特急電車スーパーあずさ」
- 鉄道模型シミュレーター2追加セット10「12系&14系座席客車」
- 鉄道模型シミュレーター2追加セット11「近鉄12200系&12400系」

### 鉄道模型シミュレーター3
2001年に初版が発売された。鉄道模型シミュレーター2に比べ3Dモデルのポリゴン数が増加。システムには「地形エディター」や「加速度設定」、「架線敷設ツール」などの機能が搭載された。また、「車両変換ツール」が別ツールとして用意され、鉄道模型シミュレーター2の車両データを本バージョンに組み込むことができる。
後に発売された統合パッケージはインストール時にインターネット接続環境が必要。

#### 単体システムパッケージリスト（鉄道模型シミュレーター3）
下記統合パッケージ発売後は順次販売終了となっている。
- 鉄道模型シミュレーター3 第0号 アイマジックセット
- 鉄道模型シミュレーター3 第1号 パワードバイトミックス
- 鉄道模型シミュレーター3 第2号 道路国鉄車輌特集号
- 鉄道模型シミュレーター3 第3号 名車輌特集号
- 鉄道模型シミュレーター3 第4号 パワードバイトミックス2
- 鉄道模型シミュレーター3 第5号 東日本特集号
- 鉄道模型シミュレーター3 第6号 東海特集号
- 鉄道模型シミュレーター3 第7号 九州特集号

#### 統合パッケージリスト（鉄道模型シミュレーター3）
- 鉄道模型シミュレーター3 特急列車大全集1 第0号から第3号までの統合パッケージ
- 鉄道模型シミュレーター3 特急列車大全集2 第4号から第7号までの統合パッケージ
- 鉄道模型シミュレーター3 特急列車大全集3 追加車両と追加パーツの統合パッケージ

#### 追加キットリスト（鉄道模型シミュレーター3）
- 鉄道模型シミュレーター3 キット1 新幹線700系7000番台
- 鉄道模型シミュレーター3 キット2 885系特急形電車
- 鉄道模型シミュレーター3 キット3 新幹線500系
- 鉄道模型シミュレーター3 キット4 近鉄30000系
- 鉄道模型シミュレーター3 キット5 江ノ電2000型
- 鉄道模型シミュレーター3 キット6 24系25形北斗星・北海道編成
- 鉄道模型シミュレーター3 キット7 24系25形北斗星・東日本編成
- 鉄道模型シミュレーター3 キット8 10系軽量客車郵便車
- 鉄道模型シミュレーター3 キット9 モハ1形103,107
- 鉄道模型シミュレーター3 キット10 キハ40系
- 鉄道模型シミュレーター3 キット11 115系中央東線
- 鉄道模型シミュレーター3 キット12 スハ44系特急形客車
- 鉄道模型シミュレーター3 キット13 EF200直流電気機関車
- 鉄道模型シミュレーター3 キット14 153系急行形電車
- 鉄道模型シミュレーター3 キット15 651系特急形電車
- 鉄道模型シミュレーター3 キット16 E231系500通勤形電車
- 鉄道模型シミュレーター3 キット17 E231系近郊形電車
- 鉄道模型シミュレーター3 キット18 183系1000特急形電車
- 鉄道模型シミュレーター3 キット19 C62-2宮原機関区時代
- 鉄道模型シミュレーター3 キット20 E231系通勤形電車（総武線）
- 鉄道模型シミュレーター3 キット21 E231系通勤形電車（常磐線）
- 鉄道模型シミュレーター3 キット22 700系新幹線C編成
- 鉄道模型シミュレーター3 キット23 E231系近郊形グリーン車
- 鉄道模型シミュレーター3 トミックス追加キット(F)
- 鉄道模型シミュレーター3 トミックス追加キット(F)2

##### はじめる!シリーズリスト（鉄道模型シミュレーター3）
車両・レール・建物等が入った入門用のコンパクトセット。
- はじめる!鉄道模型シミュレーター3セット1　165系
- はじめる!鉄道模型シミュレーター3セット2　157系日光形
- はじめる!鉄道模型シミュレーター3セット3　近郊型電車115系
- はじめる!鉄道模型シミュレーター3セット4　300系3000新幹線
- はじめる!鉄道模型シミュレーター3セット5　700系3000新幹線

#### プレミアムトレイン（鉄道模型シミュレーター3）
追加キット製品に封入されているプレミアムトレインチケットを送付することで入手できた非売品。
- 221系近郊形電車(7枚)
- キハ110気動車(3枚)
- DE15ディーゼル機関車(5枚)
- 保線モーターカー(4枚)

#### 海外版
鉄道模型シミュレーター3 第0号の欧州版。言語表記はドイツ語。販売元はbhv。同号収録の日本型鉄道車両に加え、欧州型鉄道車両としてドイツ国鉄145形電気機関車、modus型客車、有蓋貨車、タンク貨車が追加されている。国内では入手不可能。
- Bahnsim PRO（BSP）

### 鉄道模型シミュレーター4
2005年に初版が発売された。ソフトウェアインストールはインターネット認証を使用している。
信号や踏切、列車操作など一連の動作をキー入力で操作したり、センサーやタイマーを利用して自動的に実行することが出来るスクリプト機能が搭載された。ビュワーではシェーダに対応し、照明や環境光の表現が可能となった。要求ハードスペックは高いものの「回転する車輪」や「車両内装」など、鉄道模型シミュレーター3に比べて高密度かつポリゴン量を増やした3Dモデルとなっている。ビュワーとは別に3Dモデルの確認用として「ワイヤーフレーム表示」機能が追加された。
車両変換ツールを使用することによって 鉄道模型シミュレーター3の車両データと、予め鉄道模型シミュレーター3に組み込んだ鉄道模型シミュレーター2の一部車両データを本バージョンに組み込むことが出来る。

#### パッケージリスト（鉄道模型シミュレーター4）
（後記はパッケージに含まれる主要パーツ）
- 鉄道模型シミュレーター4 第0号 主にJR東日本の車両、I.MAGIC規格バラスト線路
- 鉄道模型シミュレーター4 第1号 主にJR西日本の車両、I.MAGIC規格スラブ線路、京都駅ビル
- 鉄道模型シミュレーター4 第2号 主にJR貨物の車両、発売当時のTOMIX規格のパーツ
- 鉄道模型シミュレーター4 第3号 主に国鉄の車両、道路関連パーツ、碓氷峠関連、東京駅赤煉瓦駅舎
- 鉄道模型シミュレーター4 第4号 主にJR東海の車両、ローカル系パーツ
- 鉄道模型シミュレーター4 第5号 主にJR東日本の車両、工業系パーツ
- 鉄道模型シミュレーター4 第6号 主にJR西日本の車両、C57 1蒸気機関車、新規基本パーツ、餘部鉄橋
- 鉄道模型シミュレーター4 第7号 主にJR貨物の車両大半径カーブレール、港湾系パーツ
- 鉄道模型シミュレーター4 第8号 首都圏の車両、地下鉄レール、地下鉄系パーツ
- 鉄道模型シミュレーター4 第9号 首都圏の車両、カントレール、都市型建築パーツ
- 鉄道模型シミュレーター4 第10号主に九州地区の国鉄車両、ローカル系パーツ
- 小田急電鉄ロマンスカーVSE
  - 2005年10月14,15日開催の小田急電鉄「ファミリー鉄道展」にて限定先行発売。

#### 追加キットリスト（鉄道模型シミュレーター4）
- EF81-81
- EF81-95
- EF81-452
- TOMIX 1 路面電車用のミニカーブ
- TOMIX 2 TOMIXで新発売された電動3方ポイント、腕木式信号機
- C57 11 福知山機関区
- C57 11 門司港機関区
- C57 5 梅小路機関区
- 旧型客車1 オハ35系客車・スハ43系客車
- ホキ9500
- EF81 4
- 寝台急行「銀河」
- EH10 15
- EF65 535
- カヤ24

#### プレミアムトレイン（鉄道模型シミュレーター4）
追加キットに封入されているプレミアムトレインチケット24枚送付で入手可能。
- C57 11 かもめ専用機

### 鉄道模型シミュレーター5
2009年2月20日に初版として第0号と第1号が発売された。新たにシャドウマップが追加され、ブルーム効果や素材情報ごとに光の反射計算を行うことで、より高度な光影表現が可能となった。「スプライト機能」では画面上に画像リソースを貼り付けや書き換えることができ、画面上の情報表現力が広がった。スクリプト機能も命令などが拡張された他、簡易エディタやグループ機能、自動センサーなどの設定ツールが登場している。
収録部品は鉄道模型シミュレーター4の同じ号数をベースに、新たな部品が収録されている。鉄道模型シミュレーター4時代より収録部品数が多かった第8号以降はそれぞれ「第8A号」「第8B号」と分割して継承された。
今作では車両変換ツールが使えなくなったが、鉄道模型シミュレーター4の同じ号(10号まで)を所持していれば50%OFFで購入できるアップグレードサービスがある。

#### パッケージリスト（鉄道模型シミュレーター5）
- 鉄道模型シミュレーター5 0+ スターターパッケージ
- 鉄道模型シミュレーター5 1+ スラブ軌道、トンネル
- 鉄道模型シミュレーター5 2+ TOMIXファイントラック
- 鉄道模型シミュレーター5 3+ 碓氷峠、東京駅、道路
- 鉄道模型シミュレーター5 4+ 新幹線、ローカルストラクチャー
- 鉄道模型シミュレーター5 5+ カシオペア、工場ストラクチャー
- 鉄道模型シミュレーター5 6+ サンダーバード、基本セット2
- 鉄道模型シミュレーター5 第7号 機関車貨車大集合
- 鉄道模型シミュレーター5 第8A号 D51 498収録
- 鉄道模型シミュレーター5 第8B号 E259系成田エクスプレス収録
- 鉄道模型シミュレーター5 第9A号 新基本パーツ多数収録
- 鉄道模型シミュレーター5 第9B号 E5系はやぶさ登場！
- 鉄道模型シミュレーター5 第10A号 800系、885系、ゆふいんの森
- 鉄道模型シミュレーター5 10B+ ED76、リレーつばめ
- 鉄道模型シミュレーター5 11+ N700A、ドクターイエロー登場！
- 鉄道模型シミュレーター5 12+ E6系、E257系、リアルな新レール
- 鉄道模型シミュレーター5 13+ 287系、山陽500系、近郊都市ビル
- 鉄道模型シミュレーター5 14+ E7系、E657系、精密ホーム
- 鉄道模型シミュレーター5 15+ E235系、E3系2000番台、旧型客車

#### 追加キットリスト（鉄道模型シミュレーター5）
- キハ20系一般型気動車セットA(一般色)
- キハ20系一般型気動車セットB(一般色)
- キハ20系一般型気動車セットC(首都圏色)
- 583系寝台特急電車秋田車
- 583系寝台特急電車仙台車
- EF66 48 富士はやぶさ牽引機
- Type33 レール 基本セット
- EF64 1001
- 森林鉄道セット1 基本レール+やまばと号
- 森林鉄道セット2 作業レール+小型モーターカー
- 森林鉄道セット3 運材車+丸太
- 205系通勤電車（南武線4編成）
- 205系通勤電車（南武線49編成）
- EF510-502交直流電気機関車（北斗星色）
- TOMIXワイドPCレールセット1
- 市電セット1
- 路線バス1
- 800系新幹線セット(2010)
- 185系国鉄セット
- D51 498(2008年SL南房総号)
- 森林鉄道セット4 C4機関車＋内燃機関庫
- TOMIX築堤セット1
- E653系付属編成
- 国鉄キハ183系特急形気動車
- TOMIXトラムレール/信号/踏切セット
- TOMIXワイドPCレールセット2
- 森林鉄道セット5 客車＋貨車

#### プレミアムトレイン（鉄道模型シミュレーター5）
アイマジックダイレクトショップで購入したV5追加キット製品に封入されているプレミアムトレインチケット12枚を送ることで入手可能。また、別途ダウンロード販売もされている。
- EF81 303 交直流電気機関車（国鉄）

#### 追加キットリスト（VRM3規格）
以下に記すものは、鉄道模型シミュレーター3時代に制作されたモデルにパンタグラフ昇降などの一部機能を付加したものである。
- VRMコレクション 52系飯田線&157系セット
- VRMコレクション 10系軽量客車&郵便車セット
- Euroセット1 貨物列車
- Euroセット2 ICE-V/IC/modus
- Euroセット3 ICE-T/Talent
- Euroセット4 Thalys/SBB460/SBB2000
- Euroセット5 Station/BR101/IC-ICE

### 鉄道模型シミュレーターNX
2018年から先行βテストが開始され、2019年に初版が発売された。通称はVRMNX。リリースバージョンとしては6になっている。
前バージョンから内部コードが大きくブラッシュアップされ、GDI+で描画されていたレイアウターがビュワー機能と合わせて使用エンジンがDirectX12に変更された。このことで実質的にWindows 10専用ソフトとなった。
扱えるレイアウトサイズはメモリ容量依存となり事実上無制限となる。一部制限はあるが旧バージョンのレイアウトファイルやリソースの互換性がある。他にもメニュー項目の刷新、レイアウターとビュワーの高速切り換え、ImGui採用による動的ダイアログの作成と表示、天球のリアルタイム変更が可能。
VRM4から採用されたVRM専用スクリプトは今作でPythonに変更された。実装命令内容は今までと同様だが過去バージョンとのスクリプト互換性が無いため、旧バージョンのレイアウトファイルを読み込んでもスクリプトは実行されない。Pythonモジュールは一部機能制限のある組込み版を利用しているが、外部ライブラリを参照することも可能。ファイル連携などを作成することでゲーム外部と情報の入出力ができる。
無料で始められるスターターキットが公式サイトからダウンロードできる。機能制限はなくパーツの種類が限定されている以外は製品版と同じで、オンラインアップデートも受けられる。アンロック製品を購入することで前作の鉄道模型シミュレーター5から部品を引き継ぐことができる。

#### パッケージリスト（鉄道模型シミュレーターNX）
- NXオリジナルパッケージ
  - 鉄道模型シミュレーターNX 001 キハ58/EF58
  - 鉄道模型シミュレーターNX 002 キハ58前期/14系客車
  - 鉄道模型シミュレーターNX 003 国鉄205系山手線/ローカル線路
  - 鉄道模型シミュレーターNX 004 国鉄113系東海道本線/クモユニ74
  - 鉄道模型シミュレーターNX 005 7mm レール/トンネル/架線柱
  - 鉄道模型シミュレーターNX 006 7mm対応 築堤/高架橋
  - 鉄道模型シミュレーターNX 007 7mm 特殊レール/ターンテーブル
  - 鉄道模型シミュレーターNX 008 7mm 鉄橋
  - 鉄道模型シミュレーターNX 009 D51 1 盛岡機関区
  - 鉄道模型シミュレーターNX 010 7mm 特殊レール2
- トミックスセット
  - トミックスセット 1
  - トミックスセット 2
  - トミックスセット 3
  - トミックスセット 4
  - トミックスセット 5

- VRM5互換パッケージ
  - 前作鉄道模型シミュレーター5の該当号と同等のパッケージのため上記を参照の事。ただし2号/7号/追加キットは製品化未定のため、現在はアンロックでしか利用できない。

## 派生製品

### 鉄道模型レイアウター
TOMIXのレイアウト作成のためにレイアウター機能だけを抜き出したソフトで、発売元はトミーテックである(Fまではトミー)。レイアウトファイルは上記メイン製品と互換性があるが、当然未収録部品は無視される。
バージョンとして以下のものがある。
- (初代/後ろに何もつかない)
  - 2001年発売。鉄道模型シミュレーター3 第1号 パワードバイトミックスに対応。
- F
  - 2003年発売のファイントラック対応版。鉄道模型シミュレーター3 第4号 パワードバイトミックス2に対応。
- F 2006
  - 2006年発売。鉄道模型シミュレーター4 第2号に対応。
- F 2011
  - 2011年発売。鉄道模型シミュレーター5 第2号+ワイドPCレールやトラムレール等に対応。
- F 2013
  - 2013年発売。F 2011に加えTCS自動踏切IIや複線曲弦大トラス鉄橋等に対応。
- NXF2023
  - 2023年発売。鉄道模型シミュレーターNX トミックスセット1-6に対応。

### 鉄道模型シミュレーター オンライン
2008年より上記鉄道模型シミュレーターのオンライン版が提供されている。長らくアシアル株式会社によって旧トレイン・トレインのサービス上で運営されていたが2022年9月14日よりアイマジック社自社サーバーに移転した。
パーツ購入状況がアカウントに登録されるため、インストール台数に制限がない以外は鉄道模型シミュレーター5/NXとシステム上に大きな差違はない。
ゲーム自体はクライアントで動作するが、常時インターネット接続環境が必要。
上記のパッケージ版NX製品を登録することによってオンライン-NXでもパーツを共用利用可能になる。バージョン5相当のシステムは移転前からのユーザーのために残されているがこちらは新規パーツ追加はできず、このデータをパッケージ版に移行することもできない。

#### 歴史/旧仕様
2008年9月1日より自社内のサーバを用いてオープンベータテストが開始され、12月15日より正式版の運営がスタートした。
開始当初は30日1000円の月額制だったが、2009年2月2日に入会金を払えば月額無料で継続できる仕様に変更された。
パッケージ別の内容をパーツ単位で購入可能で、必要なパーツのみに投資することが出来た。パッケージより先行リリースされるメリットがあるが、同じものを単体購入した場合の価格はパッケージ版よりも割高になる。さらに前バージョンの鉄道模型シミュレーター4から割安でパッケージ移行を行えるメニューがあった。しかしパッケージ版との購入部品の共有はライセンスの関係上アイマジック社サーバー移転まで不可能だった。
オンライン版でもNXシステムが利用可能。2018年12月17日にβテスト開始、2019年6月に正式リリース。アンロック製品を購入することでオンライン版の部品をオンライン-NXでも共用利用可能になった。
2022年5月31日から順次パーツショップ等のアシアル社提供サービスが終了し、旧サーバーは12月23日をもって完全終了する。ただしアカウント情報は9月14日をもってアイマジック社へサーバ移管されているため、ソフト自体はこれまで通りに使用することが出来る。(webサイト上のレイアウト投稿等は移管されない。)

### 鉄道模型シミュレーター クラウド
2014年よりリリース。鉄道模型シミュレーターからクラウドサーバにレイアウトをアップロードすることでAndroid端末のアプリから登録されたレイアウトを遊ぶことができる他、自作車両を登録することが可能。容量制限の付いたLite版アプリの実行は無料だが(容量2倍のProは600円で販売)、作品をアップロードするためのクリエイターアカウントに月額料金が発生する。
現在レイアウト投稿は鉄道模型シミュレーター5(もしくはオンライン)のみの対応となっており、最新のNXシステムではレイアウト投稿ができない。

## ユーザーとの関係
各鉄道会社との商品許諾契約はしているものの資料提供はされていないため、車両をモデリングするにあたりユーザーから写真などの資料提供を歓迎している。商品化リクエストと合わせてユーザー側から資料を提供することで商品化されたケースもある（追加キット ホキ9500形）。
2002年から2012年までユーザーの制作したレイアウトファイルを対象とした「レイアウトコンテスト」を開催していた。2008年までは公認ユーザーであるスーパーバイザーが主催しアイマジックが協賛していたが、2009年からはスーパーバイザーとアイマジックが共同で主催、2010年は「VRMコンペティション」も同時に開催していた。2014年～2015年はクラウド版にて開催された。